# Jiří Trávníček
Jiří Trávníček ist ein ehemaliger tschechoslowakischer Radrennfahrer.

## Sportliche Laufbahn
Trávníček bestritt für die Nationalmannschaft mehrfach den Circuit Cycliste Sarthe und das Milk Race. 1984 holte er einen Tageserfolg in dem britischen Etappenrennen und wurde beim Sieg von Oleh Tschuschda 6. im Endklassement. 1985 und 1986 gewann er weitere Etappen. 1985 siegt er im Eintagesrennen Prag–Karlovy Vary–Prag. 1986 wurde er Dritter in der Tour de Bohemia.